# 高畑京一郎
高畑京一郎（日语：高畑 京一郎，1967年—），日本小說家。

## 人物
1967年於靜岡縣出生。憑藉《Chris Cross 混沌的魔王》獲得第1屆電擊遊戲小說大獎金獎，成為作家出道。第一部系列作品《Hyper Hybrid Organization》從一開始就以每年1冊左右的緩慢速度出版，但從2006年開始就沒有續集出版。
自2002年第10屆電擊遊戲小說大獎起，擔任評選委員會委員。

## 作品列表

### 小說
- Chris Cross 混沌的魔王（日语：クリス・クロス 混沌の魔王）（1994年11月，MediaWorks ISBN 4-07-302221-0／1997年2月，電擊文庫 ISBN 4-07-305662-X）
- 時間跳躍的妳來自昨日（日语：タイム・リープ あしたはきのう）（1995年6月，MediaWorks ISBN 4-07-303060-4／1996年12月，電擊文庫【上、下】 ISBN 4-07-305580-1、ISBN 4-07-305596-8／2022年10月，MediaWorks文庫【新裝版，上、下】 ISBN 978-4-04-914696-7、ISBN 978-4-04-914697-4）[3]
- Double Cast（1999年3月，MediaWorks ISBN 4-07-312024-7／2000年2月，電擊文庫【上、下】 ISBN 4-8402-1415-8、ISBN 4-8402-1416-6）
- Hyper Hybrid Organization（日语：Hyper Hybrid Organization）系列
  - Hyper Hybrid Organization 01-01 命運的日子（2001年5月，電擊文庫 ISBN 4-8402-1710-6）
  - Hyper Hybrid Organization 01-02 突破（2002年11月，電擊文庫 ISBN 4-8402-2028-X）
  - Hyper Hybrid Organization 01-03 通過禮儀（2003年11月，電擊文庫 ISBN 4-8402-2414-5）
  - Hyper Hybrid Organization 00-01 訪問者（2004年6月，電擊文庫 ISBN 4-8402-2694-6）
  - Hyper Hybrid Organization 00-02 襲擊者（2004年10月，電擊文庫 ISBN 4-8402-2836-1）
  - Hyper Hybrid Organization 00-03 組織誕生（2005年11月，電擊文庫 ISBN 4-8402-3208-3）

### 原作
廣播劇
- Chris Cross 混沌的魔王（日语：クリス・クロス 混沌の魔王）
- 時間跳躍的妳來自昨日（日语：タイム・リープ あしたはきのう）
- Double Cast

電影
- 時間跳躍的妳來自昨日（日语：タイム・リープ あしたはきのう）（導演：今關明好（日语：今関あきよし），1997年）